# Turanobius ferdowsii
Espèce
Synonymes
- Oecobius ferdowsii Mirshamsi, Zamani & Marusik, 2017

Turanobius ferdowsii est une espèce d'araignées aranéomorphes de la famille des Oecobiidae.

## Distribution
Cette espèce se rencontre en Iran et au Kazakhstan.

## Description
Le mâle holotype mesure 2,53 mm.

## Systématique et taxinomie
Cette espèce a été décrite sous le protonyme Oecobius ferdowsii par Mirshamsi, Zamani et Marusik en 2017. Elle est placée dans le genre Turanobius par Zamani, Marusik et Fomichev en 2024.
La femelle paratype n'est pas conspécifique avec le mâle holotype, elle est décrite comme une espèce distincte Oecobius melanocephalus par Zamani et Marusik en 2023.

## Étymologie
Cette espèce est nommée en l'honneur de Ferdowsi.

## Publication originale
- Zamani, Mirshamsi, Marusik, Hatami & Maddahi, 2017 : « The spider genus Oecobius in Iran, with description of two new species (Araneae: Oecobiidae). » Oriental Insects, vol. 51, no 4, p. 330-337.